# V. Alexiosz bizánci császár
V. (Dukász) Alexiosz, magyarosan V. Elek (ógörögül: Ἀλέξιος Εʹ Δούκας), (Konstantinápoly, 1140 körül – Konstantinápoly, 1205 decembere) 1204-ben bizánci császár.

## Élete
1204 februárjában vette át a hatalmat a Dússzemöldökűnek (Murtzuphlosz) is nevezett császár, miközben a keresztesek ismét ostromolták Konstantinápolyt. Hősiesen védekezett, amíg lehetett, majd április 12-én elmenekült. Egy latinellenes összefogás reményében az apósánál, III. Alexiosz volt császárnál keresett menedéket, de az megvakíttatta és kiadta a nyugatiaknak ("frankok", "latinok") akik IV. Alexiosz meggyilkolása miatt kivégezték: lelökték Arcadius oszlopáról. Ő volt az utolsó bizánci császár a Latin Császárság megalakulása előtt, amely utóbb 1261-ig maradt fenn. A görögség (azaz a [Kelet-]Római Birodalom) három utódállama az Epiruszi Despotátus, a Trapezunti Császárság és a Nikaiai Császárság maradt, míg a kicsiny latin birodalom mellett megalakult az attól függő Thesszalonikéi Királyság, Akháj Fejedelemség és Athéni Hercegség Hellászban.